# Collegio uninominale Calabria - 01 (Senato della Repubblica 2017)
Il collegio elettorale uninominale Calabria - 01 è stato un collegio elettorale uninominale della Repubblica Italiana per l'elezione del Senato tra il 2017 ed il 2022.

## Territorio
Come previsto dalla legge elettorale italiana del 2017, il collegio era stato definito tramite decreto legislativo all'interno della circoscrizione Calabria.
Era formato dal territorio di 93 comuni: Acri, Albi, Albidona, Alessandria del Carretto, Amendolara, Andali, Belcastro, Belvedere di Spinello, Bocchigliero, Botricello, Caccuri, Calopezzati, Caloveto, Campana, Canna, Carfizzi, Cariati, Carlopoli, Casabona, Cassano all'Ionio, Castelsilano, Castroregio, Cerchiara di Calabria, Cerenzia, Cerva, Cicala, Cirò, Cirò Marina, Corigliano Calabro, Cotronei, Cropalati, Cropani, Crosia, Crotone, Crucoli, Cutro, Fossato Serralta, Francavilla Marittima, Gimigliano, Isola di Capo Rizzuto, Longobucco, Magisano, Mandatoriccio, Marcedusa, Melissa, Mesoraca, Montegiordano, Nocara, Oriolo, Pallagorio, Paludi, Pentone, Petilia Policastro, Petronà, Pietrapaola, Plataci, Rocca di Neto, Rocca Imperiale, Roccabernarda, Roseto Capo Spulico, Rossano, San Cosmo Albanese, San Demetrio Corone, San Giorgio Albanese, San Giovanni in Fiore, San Lorenzo Bellizzi, San Lorenzo del Vallo, San Mauro Marchesato, San Nicola dell'Alto, San Pietro Apostolo, Santa Severina, Santa Sofia d'Epiro, Savelli, Scala Coeli, Scandale, Sellia, Sellia Marina, Serrastretta, Sersale, Settingiano, Sorbo San Basile, Spezzano Albanese, Strongoli, Taverna, Terranova da Sibari, Terravecchia, Tiriolo, Trebisacce, Umbriatico, Vaccarizzo Albanese, Verzino, Villapiana, Zagarise.
Il collegio era quindi compreso tra le province di Catanzaro, Cosenza e Crotone.
Il collegio era parte del collegio plurinominale Calabria - 01.

## Eletti
| Elezione | Elezione | Senatore           | Partito            |
| -------- | -------- | ------------------ | ------------------ |
|          | 2018     | Margherita Corrado | Movimento 5 Stelle |
|          | 2021     | Margherita Corrado | Indipendente       |

## Dati elettorali

### XVIII legislatura
Come previsto dalla legge elettorale, 116 senatori erano eletti con sistema a maggioranza relativa in altrettanti collegi uninominali a turno unico.
| Candidati              | Candidati                    | Voti    | %     | Liste                                | Voti    | %     |
| ---------------------- | ---------------------------- | ------- | ----- | ------------------------------------ | ------- | ----- |
|                        | Margherita Corrado ✔️ Eletto | 97 097  | 51,31 | Movimento 5 Stelle                   | 97 097  | 51,31 |
|                        | Emanuela Altilia             | 49 297  | 26,05 | Forza Italia                         | 31 479  | 16,63 |
| Lega                   | Emanuela Altilia             | 49 297  | 26,05 | 9 043                                | 4,78    |       |
| Fratelli d'Italia      | Emanuela Altilia             | 49 297  | 26,05 | 6 049                                | 3,20    |       |
| Noi con l'Italia - UDC | Emanuela Altilia             | 49 297  | 26,05 | 2 726                                | 1,44    |       |
|                        | Antonio Scalzo               | 30 118  | 15,91 | Partito Democratico                  | 26 350  | 13,92 |
| Italia Europa Insieme  | Antonio Scalzo               | 30 118  | 15,91 | 1 757                                | 0,93    |       |
| Civica Popolare        | Antonio Scalzo               | 30 118  | 15,91 | 1 053                                | 0,56    |       |
| +Europa                | Antonio Scalzo               | 30 118  | 15,91 | 958                                  | 0,51    |       |
|                        | Lucia Durante                | 5 702   | 3,01  | Liberi e Uguali                      | 5 702   | 3,01  |
|                        | Attilio Carmine Scola        | 1 970   | 1,04  | Potere al Popolo!                    | 1 970   | 1,04  |
|                        | Antonio Tricarico            | 1 240   | 0,66  | Partito Valore Umano                 | 1 240   | 0,66  |
|                        | Francesco Adamo              | 1 037   | 0,55  | Partito Comunista                    | 1 037   | 0,55  |
|                        | Bruno Reale                  | 814     | 0,43  | Italia agli Italiani                 | 814     | 0,43  |
|                        | Rosa Renda                   | 769     | 0,41  | CasaPound                            | 769     | 0,41  |
|                        | Carmine Gioia                | 576     | 0,30  | Il Popolo della Famiglia             | 576     | 0,30  |
|                        | Rosetta Talè                 | 254     | 0,13  | Destre Unite - Forconi               | 254     | 0,13  |
|                        | Maura Valdrighi              | 227     | 0,12  | Per una Sinistra Rivoluzionaria      | 227     | 0,12  |
|                        | Maria Magnisio               | 152     | 0,08  | Lista del Popolo per la Costituzione | 152     | 0,08  |
| Totale                 | Totale                       | 189 253 | 100   |                                      | 189 253 | 100   |
|                        |                              |         |       |                                      |         |       |
| Voti non validi        | Voti non validi              | 8 537   | 4,32  |                                      |         |       |
| Votanti                | Votanti                      | 197 790 | 61,55 |                                      |         |       |
| Elettori               | Elettori                     | 321 325 |       |                                      |         |       |